# Fabián Cancelarich
Fabián Cancelarich (San José de la Esquina, 30 dicembre 1965 – Buenos Aires, 14 maggio 2024) è stato un calciatore argentino, di ruolo portiere.

## Palmarès

### Nazionale
- Campeonato Sudamericano de Football: 1

Cile 1991
- Confederations Cup: 1

1992